# Армінія (Вісконсин)
Армінія (англ. Armenia) — місто (англ. town) в США, в окрузі Джуно штату Вісконсин. Населення — 705 осіб (2020).

## Демографія
Згідно з переписом 2010 року, у місті мешкало 699 осіб у 302 домогосподарствах у складі 198 родин. Було 689 помешкань
Расовий склад населення:
| - 92,8 % — білих - 1,4 % — корінних американців - 0,4 % — чорних або афроамериканців - 0,1 % — азіатів - 3,7 % — осіб інших рас |

До двох чи більше рас належало 1,4 %. Частка іспаномовних становила 9,7 % від усіх жителів.
За віковим діапазоном населення розподілялося таким чином: 19,3 % — особи молодші 18 років, 61,1 % — особи у віці 18—64 років, 19,6 % — особи у віці 65 років та старші. Медіана віку мешканця становила 48,2 року. На 100 осіб жіночої статі у місті припадало 124,0 чоловіків;  на 100 жінок у віці від 18 років та старших — 123,8 чоловіків також старших 18 років.
Середній дохід на одне домашнє господарство  становив 63 704 долари США (медіана — 50 139), а середній дохід на одну сім'ю — 67 191 долар (медіана — 60 000). Медіана доходів становила 36 563 долари для чоловіків та 32 917 доларів для жінок. За межею бідності перебувало 9,4 % осіб, у тому числі 9,4 % дітей у віці до 18 років та 4,4 % осіб у віці 65 років та старших.
Цивільне працевлаштоване населення становило 322 особи. Основні галузі зайнятості: освіта, охорона здоров'я та соціальна допомога — 19,6 %, сільське господарство, лісництво, риболовля — 14,3 %, виробництво — 14,0 %.